# Enfermedad de Tangier
La enfermedad de Tangier es un trastorno de origen genético que se caracteriza por una reducción en la sangre de los niveles del colesterol HDL. Es muy poco frecuente, pues se han diagnosticado únicamente alrededor de 50 casos en todo el mundo y está considerada una enfermedad rara. Las primeras descripciones fueron de pacientes que vivían en las Islas Tangier, en la costa de Virginia (Estados Unidos), aunque posteriormente se han observado casos en otros países.
La enfermedad de Tangier es un trastorno de las lipoproteínas o dislipoproteinemia. Las lipoproteínas son las proteínas que se unen a los lípidos y facilitan su transporte por la sangre. En los análisis de sangre, el perfil característico es una disminución del nivel de colesterol total por debajo de los 120 mg, con triglicéridos normales y disminución marcada de las lipoproteínas de alta densidad, apoA-1 y apoA-2.

## Síntomas
Los síntomas principales se deben a la acumulación de colesterol esterificado en diferentes tejidos del organismo. Suele producir aumento de tamaño de las amígdalas que adoptan un color anaranjado característico, la córnea se hace opaca, lo que produce perdida de visión, el hígado aumenta de tamaño (hepatomegalia), también el bazo (esplenomegalia) y suele producirse neuropatía periférica por acumulación de lípidos en las vainas nerviosas. El riesgo de presentar problemas cardiovasculares como infarto agudo de miocardio o accidente cerebrovascular es más alto que en la población general.

## Genética
Las mutaciones del cromosoma 9q31 causan que el transportador ABCA1 sea defectuoso. Estas mutaciones impiden que la proteína ABCA1 transporte el colesterol y los fosfolípidos afuera de las células eficazmente para ser recogidos por la ApoA1 en la corriente sanguínea. Esta incapacidad de transportar el colesterol fuera de las células puede llevar a una deficiencia de lipoproteínas de alta densidad en la corriente sanguínea, lo que constituye un factor de riesgo de enfermedad arterial coronaria. También, la acumulación del colesterol en las células puede ser tóxica y causar la muerte de las células o alterar su funcionamiento. Todos estos factores combinados dan resultado los signos y síntomas de la enfermedad de Tangier.[cita requerida]
Esta enfermedad es heredara en un patrón autosómico recesivo, lo que significa que para que aparezca el fenotipo, dos copias del gen deben estar presentes en el genotipo. Frecuentemente, los padres de una persona con el trastorno autosómico recesivo son portadores de una copia del gen alterado, pero no muestran signos o síntomas del trastorno.[cita requerida]

## Diagnóstico

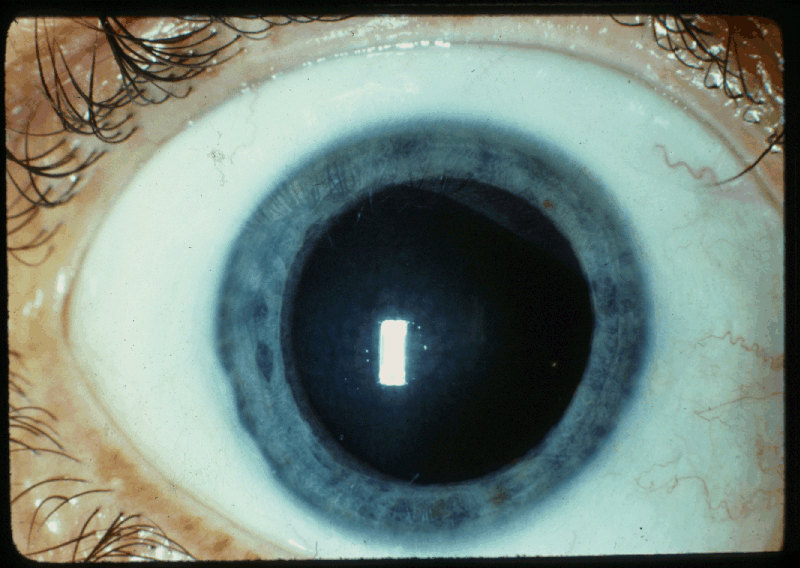
Opacidad difusa y brumosa de la córnea derecha en un paciente con la enfermedad de Tangier.

La enfermedad de Tangier resulta en una deficiencia de lipoproteínas de alta densidad hereditaria. Las lipoproteínas de alta densidad son formadas cuando una proteína en la sangre, la apolipoproteína A1 (conocida como apoA1), se combina con el colesterol y los fosfolípidos. El colesterol y los fosfolípidos que se usan para formar las lipoproteínas de alta densidad surgen desde dentro de las células, pero son transportadas afuera de las células al interior de la corriente sanguínea a través del transportador ABCA1. Las personas que padecen de la enfermedad de Tangier tienen transportadores de ABCA1 defectuosos, lo que reduce la capacidad de transportar el colesterol fuera de las células, lo cual puede provocar la acumulación de colesterol y fosfolípidos en muchos tejidos del cuerpo y causar el aumento de su tamaño. Los niveles reducidos de lipoproteínas de alta densidad en la sangre se describen algunas veces como hipoalfalipoproteinemia.
Las personas afectadas por esta enfermedad presentan cantidades un poco elevadas de grasa en la sangre, conocido como hipertrigliceridemia y alteraciones en la función nerviosa (neuropatía). Las amígdalas son muy visibles debido a esta enfermedad y frecuentemente aparecen anaranjadas o amarillas y son extremadamente grandes. Las personas afectadas suelen desarrollar arteriosclerosis prematura, que se caracteriza por depósitos de grasa y tejido con apariencia de cicatriz en las arterias. Otros signos de esta enfermedad pueden incluir el agrandamiento del bazo (esplenomegalia), el agrandamiento del hígado (hepatomegalia), la opacidad de la córnea y un inicio temprano de una enfermedad cardiovascular.

## Tratamiento
Hay medicamentos que pueden aumentar el nivel sérico de lípoproteína de alta densidad como la niacina o el gemfibrozilo. Aunque estos medicamentos son útiles para los pacientes con hiperlipidemia, los pacientes con la enfermedad de Tangier no se benefician de estas intervenciones farmacéuticas.[cita requerida] Así que, el único tratamiento actual para la enfermedad de Tangier es tener una dieta modificada. Una dieta baja en grasas puede reducir algunos síntomas, incluyendo aquellos involucrados con la neuropatía.

## Historia
En el año 1959, un paciente de cinco años llamado Teddy Laird de la Isla de Tangier, Virginia, se presentó con amígdalas sorprendentemente grandes de color amarillo anaranjado y tuvieron que removerse por médicos de las fuerzas armadas. Después de ser diagnosticado con la enfermedad de Niemann-Pick, Teddy fue transferido a ser atendido por el médico Louis Avioli, miembro del Instituto Nacional de Cáncer. Luego, Donald Fredrickson, en aquel tiempo, el encargado de la sucursal de enfermedades moleculares se enfrentó a este caso y tuvo un presentimiento que el primer diagnóstico era incorrecto. En 1960, Donald Fredrickson viajó con el médico Avioli a la Isla de Tangier para conducir más investigaciones. Después de que Fredrickson y Avioli encontraran el mismo síntoma en la hermana de Teddy, una investigación reveló un número extremadamente elevado de células espumosas (macrófagos cargados de ésteres de colesterol) no solo en las amígdalas, sino también en gran parte de los tejidos, incluyendo la médula ósea y el bazo. Durante el segundo viaje a la isla, Fedrickson y Avioili descubrieron que la familia tenía niveles muy bajos de lipoproteínas de alta densidad, sugiriendo una base genética de la enfermedad.